# Pseudopterogorgia albatrossae
Pseudopterogorgia albatrossae är en korallart som beskrevs av Bayer 1961. Pseudopterogorgia albatrossae ingår i släktet Pseudopterogorgia och familjen Gorgoniidae. Inga underarter finns listade i Catalogue of Life.